# ویکی‌پدیای پشتو
ویکی‌پدیای پشتو (به پشتو: پښتو ویکیپیډیا) نسخهٔ زبان پشتو وبگاه ویکی‌پدیا است.  زبان پشتو در ۱۹ اوت ۲۰۱۱ با بیش از ۲٬۹۵۰ مقاله در ردهٔ یکصدوپنجاه‌ودوم ویکی‌پدیاها قرار داشت. در ۲۸ مهٔ ۲۰۱۶، با بیش از ۷٬۳۰۰ مقاله، در ردهٔ صدوچهلم قرار گرفت.
ویکی‌پدیای پشتو، هم‌اکنون ۲۳ مارس ۲۰۲۵ میلادی، ۳۵٬۳۹۵ کاربرِ ثبت‌نام‌کرده، ۳ مدیر، و ۲۰٬۴۵۹ مقاله دارد.